# Денай, Анила
Ани́ла Дена́й (алб. Anila Denaj; род. 18 сентября 1973, Тирана) — албанский политический и государственный деятель. Член Президиума Социалистической партии Албании. Депутат Народного собрания Албании с 2021 года. В прошлом — министр финансов и экономики Албании (2019—2021).

## Биография
Родилась в Тиране 18 сентября 1973 года.
В 1995 году окончила Тиранский университет, где изучала финансовый и банковский менеджмент.
В течение 12 лет работала в ProCredit Holding и Internationale Projekt Consult, первоначально в FEFAD Bank, позже переименованном в ProCredit Bank, где занимала должность заместителя генерального директора банка. Занимала различные руководящие должности в банках ProCredit Group в Сальвадоре, Боливии, Эквадоре, Румынии и Мозамбике.
В период с октября 2013 года по январь 2015 года занимала должность генерального директора в Министерстве финансов, с основным направлением деятельности по надзору за операциями в Департаменте финансов, законодательства и управления государственным имуществом, в Управлении информационных технологий, Департаменте администрации и людских ресурсов. В течение трёх лет была членом правления Управления электронных и почтовых коммуникаций (AKEP). Была членом правления Административного совета Фонда обязательного медицинского страхования Албании (FSDKSH), членом правления Фонда социального страхования и членом наблюдательного совета страховой компании INSIG. В сентябре 2018 года назначена генеральным директором FSDKSH.
С 2014 года преподает в государственной Албанской школе государственного управления (ASPA) в Тиране в качестве внештатного преподавателя в области управления человеческими ресурсами.
17 января 2019 года назначена министром финансов и экономики Албании во втором кабинете Рамы, сменила Арбена Ахметая в ходе реорганизации кабинета министров после студенческих и антикоррупционных протестов. Занимала должность до окончания срока полномочий правительства 18 сентября 2021 года.
По результатам парламентских выборов 25 апреля 2021 года избрана депутатом Народного собрания Албании от Социалистической партии Албании.

## Личная жизнь
У неё есть сын Александр Куме (Aleksandër Kume).